# 大震关
大震关，又名“陇关”、“大振门”，中国关隘之一，位于甘肃、陕西之间。具体方位在今天的陕西省陇县固关镇洪家滩。
位于甘肃省天水市清水县东、陕西省宝鸡市陇县以西。陇山位于两县之间，而大震关则位于陇山之下。

## 历史
汉代元鼎二年（前115年），汉武帝率百官到崆峒山巡游，翻越陇关时因雷震惊马，后人称为大震关。北周天和元年（566年）于此设置关隘。
唐代属原州七关之一。寶應二年（763年），吐蕃赤松德贊趁唐安史之乱之后元气尚未恢复，发兵20万，联合吐谷浑和党项，攻占大震关，进取唐首都长安。